# Clathria ixauda
Clathria ixauda är en svampdjursart som först beskrevs av Claude Lévi 1969.  Clathria ixauda ingår i släktet Clathria och familjen Microcionidae. Inga underarter finns listade i Catalogue of Life.